# 日商プログラミング検定
日商プログラミング検定（にっしょうプログラミングけんてい）とは、日本商工会議所が実施する、プログラミングスキルの学習を支援するための検定試験（商工会議所検定試験）である。

## 等級
EXPERT
プログラマとしての基本能力を問う。仕様書をもとにソフトウェアの一部を作成するなど、IT技術者としての基本的能力を言語別に問う。
言語はC言語、Java、VBA、Pythonの中から選択する。
STANDARD
高校・大学・専門学校等でのプログラミング学習の習得度を問う。企業においてIT化を先導できる、プログラミングに関する基本知識・スキルを言語別に問う。
言語はC言語、Java、VBA、Pythonの中から選択する。
BASIC
プログラミングに関するITの基本知識、簡単なアルゴリズムについて問う。
ENTRY
初学者向けに、ビジュアル言語「Scratch」による簡単なプログラミングおよびプログラミング的思考を問う。

## 教材
EXPERT
日商プログラミング検定STANDARD＆EXPERT Java 公式問題集
STANDARD
STANDARD e-ラーニング教材
日商プログラミング検定STANDARD＆EXPERT Java 公式問題集
BASIC
BASIC e-ラーニング教材
日商プログラミング検定BASIC公式ガイドブック
ENTRY
ENTRY関連書籍
ENTRY学習教材 (無料）

## 受験資格
特になし

## 試験の実施
インターネットを利用したCBT方式で実施され、受験したその場で採点、合否が分かる。

## 歴史
- 2018年11月16日 検定創設アナウンス[3]
- 2019年1月6日 ENTRY試験開始[4]
- 2019年10月28日 EXPERT試験開始[5]
- 2020年11月2日 言語の選択にPythonを追加[6]